# Даун, Джеймс
Джеймс Тимоти Эдвард Даун (англ. James Timothy Edward Down; род. 29 августа 1987 года, Бридженд) — валлийский регбист, замок (лок, нападающий второй линии).

## Клубная карьера
Азы регби познавал в клубе «Llantwit Fardre», а в 2006 присоединился к «Кардифф Блюз», дебютировал за главную команду в январе 2007 года. Следующие несколько лет Джеймс хорошо прогрессировал пока тяжелейший перелом ноги с вывихом в 2011 году (в матче против «Расинг Метро») надолго оставил его вне игры и затормозил прогресс молодого игрока. Сезон 2014-15 года проводит в английском «Лондон Уэлш». По окончании сезона возвращается обратно в родной клуб. В сезоне 2017–18 годов стал победителем Кубка вызова. Всего за валлийский клуб провел 132 игры, занеся одну попытку. В конце июля 2020 года было объявлено, что игрок присоединился к российскому клубу «Локомотив-Пенза».

## Карьера в сборной
Участник юниорского (U19) чемпионата мира 2006-2007, сыграл 3 матча на турнире. В 2015 году Джеймс был вызван на учебно-тренировочный сбор национальной команды, однако в итоге матчей за сборную так и не сыграл.

## Достижения
- Европейский кубок вызова

- Победитель (1): 2017\2018